# بردیا فرزام‌فر
بردیا فرزام‌فر (زاده ۱ شهریور ماه ۱۳۴۹ در تهران) داروساز و کار آفرین ایرانی و برنده کتاب سال جمهوری اسلامی ایران به صورت مشترک با عباس شفیعی در سال ۱۳۷۸ است.
وی دوران دبیرستان را در تهران و اصفهان تحصیل کرد. و در سال ۱۳۶۷ وارد دانشکده داروسازی تهران شد.

## پیشینه
بردیا فرزام‌فر (زاده ۱ شهریور ماه ۱۳۴۹ در تهران) داروساز و کار آفرین ایرانی و برنده کتاب سال جمهوری اسلامی ایران در سال ۱۳۷۸ است.
پس از تحصیل به عضویت تیم تولید واکسن هپاتیت درآمد و به کشور کوبا اعزام گردید. پس از بازگشت سرپرست تیم تولید کیت تشخیص ایدز در انستیتو پاستور ایران شد.
در سال ۱۳۸۴ در رشته دکتری تخصصی بیوشیمی پزشکی وارد دانشکده پزشکی تهران شد.
بردیا فرزام فر با تأسیس شرکت‌هایی از جمله نوآوری زیستی گویا و مدوک زیست دارو توانست پالایش پلاسما در ایران را عملی کند.